# Cartierul Grădinile Mănăștur din Cluj-Napoca

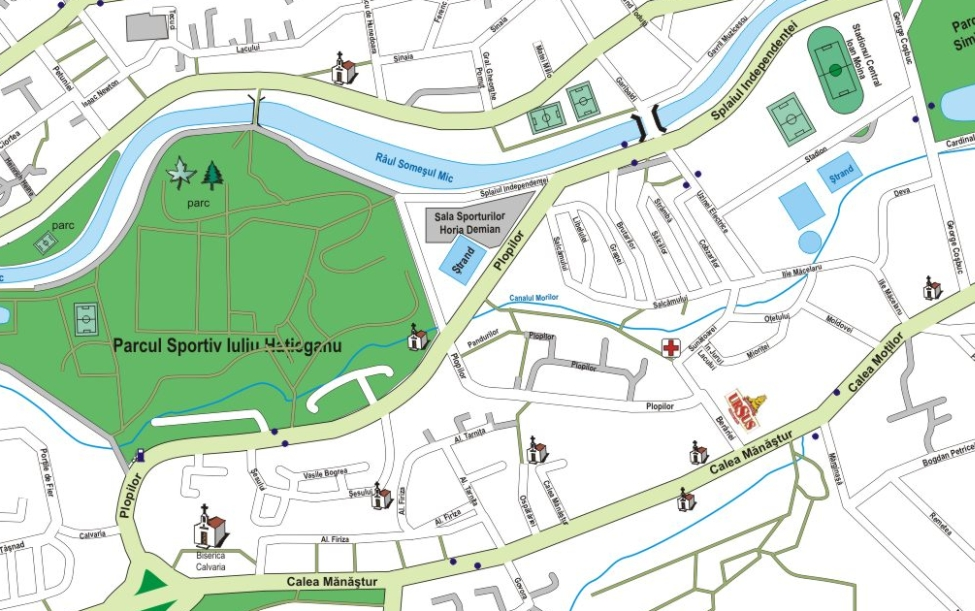
Harta zonei Grădini Mănăştur

Grădini Mănăștur este unul din cartierele din Cluj-Napoca, situat în zona străzii Calea Mănăștur. Deși denumit cartier, zona în sine este considerată de obicei ca făcând parte din cartierul Mănăștur. Situat în sud-vestul orașului, este o zonă de tranzit cu trafic intens. La est este învecinat cu centrul orașului, la nord cu Cartierul Plopilor, la vest și sud-vest cu cartierul Mănăștur, la sud cu cartierul Zorilor și cimitirul din Mănăștur.
Până la 1895 era o suburbie a Clujului, cu case și cu grădini. O perioadă de dezvoltare pe axa Calea Mănășturului e reprezentată de secolul XIX. În această perioadă au fost construite fabrica de bere (1878), clădirea Universitătii de Științe Agricole și Medicină Veterinară (1869) și mai multe școli. În 1914 a fost construită Biserica cu Cocoș.
În deceniile 1970-1980 a fost construită în partea de nord și vest a cartierului o zonă de blocuri. 